# Ciência regional
A ciência regional é um campo das ciências sociais que se preocupa com abordagens analíticas a problemas que são especificamente urbanos, rurais ou regionais. Tópicos na ciência regional incluem, mas não estão limitados à teoria da localização ou economia espacial, modelagem locacional, transporte, análise migratória, uso da terra e planejamento urbano, análise interindustrial, ambiental e ecológica, gerenciamento de recursos, análise política urbana e regional, sistema de informação geográfica, e análise de dados espaciais. No sentido mais amplo, qualquer análise de ciência social que possui uma dimensão espacial é estudada por cientistas regionais.

## Origens
A ciência regional foi fundada no final da década de 1940, quando alguns economistas começaram a ficar insatisfeitos com o baixo nível da análise econômica regional e sentiram uma urgência em atualizá-lo. Porém mesmo nesta etapa inicial, os fundadores da ciência regional esperavam atrair o interesse das pessoas de uma grande variedade de disciplinas. As raízes formais da ciência regional datam das campanhas agressivas de Walter Isard e seus defensores que visavam promover a análise "objetiva" e "científica" do assentamento, locação industrial e desenvolvimento urbano. Isard se voltou para as universidades chave e fez campanha incansavelmente. Assim, a Regional Science Association foi fundada em 1954, quando o grupo núcleo de acadêmicos e profissionais organizou suas primeiras reuniões independentes daquelas que ocorreram inicialmente como sessões das reuniões anuais da American Economics Association. Uma razão para organizar o encontro em separado foi o desejo do grupo de estender a nova ciência além do mundo restritivo dos economistas e ter cientistas naturais, psicólogos, antropólogos, juristas, sociólogos, cientistas políticos, planejadores e geógrafos participando do grupo. Hoje chamada de Regional Science Association International, ela mantém associações subnacionais e internacionais, jornais e um circuito de conferências (nomeadamente na América do Norte, Europa continental, Japão e Coreia). O número de membros no RSAI continua a crescer.

### Publicações seminais
Topicamente falando, a ciência regional deslanchou na esteira do livro Die Zentralen Orte in Sűddeutschland (1933) de Walter Christaller, logo seguido de Beiträge zur Standortstheorie (1935) de Tord Palander, Die räumliche Ordnung der Wirtschaft (1940) de August Lösch e os dois livros de Edgar M. Hoover, Location Theory and the Shoe and Leather Industry (1938) e The Location of Economic Activity (1948). Outras publicações antigas importantes incluem: The Theory of Monopolistic Competition (1950) de Edward H. Chamberlin, 'Economic Spaces: Theory and Application (1950) de François Perroux, Innovationsförloppet ur Korologisk Synpunkt (1953) de Torsten Hägerstrand, The Location of Agricultural Production (1954) de Edgar S. Dunn, Studies in the Economics of Transportation (1956) de Martin J. Beckmann, C.B McGuire, e Clifford B. Winston, Plant Location in Theory and Practice (1956) de Melvin L. Greenhut, Economic Theory and Underdeveloped Regions (1957) de Gunnar Myrdal, The Strategy of Economic Development (1958) de Albert O. Hirschman, e Histoire des Théorie Économique Spatiales (1958) de Claude Ponsard. No entanto, o primeiro livro de Walter Isard de 1956, Location and Space Economy, aparentemente capturou a imaginação de muitos, e seu terceiro livro, Methods of Regional Analysis, publicado em 1960, apenas selou sua posição como o pai da ciência regional.
Como é normalmente o caso, as obras acima foram desenvolvidas com um trabalho anterior bem consolidado. A maior parte das obras antecessoras é bem documentada em Location and Space Economy, de Walter Isard, bem como em Histoire des Théorie Économique Spatiales de Claude Ponsard. Particularmente importante foi a contribuição pelos economistas alemãos do século XIX à teoria da localização. A hegemonia alemã inicial começou mais ou menos com Johann Heinrich von Thünen e foi desenvolvida de Wilhelm Launhardt e Alfred Weber para Walter Christaller e August Lösch.

### Principais jornais
A ciência regional tecnicamente começou em 1955, com a publicação do primeiro volume de Papers and Proceedings, Regional Science Association (hoje é Papers in Regional Science, publicado por Springer Verlag). Em 1958, o Journal of Regional Science se seguiu.
Mais recentemente, o jornal Spatial Economic Analysis foi publicado pelas seções britânicas e irlandesas da RSAI com a Regional Studies Association. A última é uma organização separada e crescente  que envolve economistas, planejadores, geógrafos, decisores políticos e profissionais.

### Programas acadêmicos
Os esforços de Walter Isard culminaram na criação de alguns departamentos acadêmicos e alguns programas universitários de ciência regional. Seguindo a sugestão de Walter Isard, a Universidade da Pensilvânia inaugurou seu Departamento de Ciência Regional em 1956. Ele foi conhecido por seu primeiro graduado, William Alonso, e era considerado por muitos como o líder acadêmico internacional da disciplina. Outro formando importante e membro do departamento é Masahisa Fujita. O currículo central desse departamento incluía microeconomia, modelo input-output, teoria da localização e estatísticas. A faculdade também ensinava cursos de programação matemática, economia do transporte, economia do trabalho, modelagem política energética e ecológica, estatística espacial, teoria e modelos de interação espacial, análise custo-benefício, análise urbana e regional, teoria do desenvolvimento econômico, entre outros. A orientação multidisciplinar incomum do departamento acabou encorajando o seu desaparecimento, e ele perdeu o status de departamento em 1993.

## Impacto da política pública
Parte do movimento era, e continua sendo, associada às realidades política e econômica do papel da comunidade local. Em qualquer ocasião na qual a política pública é direcionada para o nível sub-nacional, tais como uma cidade ou grupo de municípios, os métodos da ciência regional provam-se úteis. Tradicionalmente, a ciência regional forneceu aos decisores políticos orientações em assuntos como:
- Os "determinantes da localização industrial (tanto no país quanto na região)."
- O "impacto econômico regional dos padrões de migração interna e mudança no uso da terra."
- "Especialização e comércio regional."
- "Impactos ambientais de mudanças sociais e econômicas."
- "Associação geográfica de condições econômicas e sociais."

Ao direcionar recursos federais para regiões geográficas específicas, a administração Kennedy percebeu que os poderes políticos poderiam ser comprados. Isso é evidente também na Europa e outros lugares onde regiões econômicas locais não coincidem com as fronteiras políticas. Na era mais atual, o conhecimento sobre a devolução às "soluções locais para problemas locais" tem levado grande parte do interesse na ciência regional. Assim, tem havido muito ímpeto político para o crescimento da disciplina.

## Desevolvimentos após 1980
A ciência regional tem tido sortes diferentes desde a década de 1980. Apesar de ela ter ganhado muitos seguidores entre os economistas e profissionais da política pública, a disciplina tem caído em desuso entre os geógrafos mais radicais e pós-modernos. Em um esforço aparente para assegurar uma grande participação em fundos para pesquisas nos Estados Unidos, os geógrafos renomearam o NSF's Geography e o Programa de Ciência Regional para Programa de Ciências Espaciais. Desse modo, eles esperavam forçar os cientistas regionais, que estavam obtendo participações cada vez maiores nos fundos nacionais, a competir pelos fundos através de outros programas.

### Nova geografia econômica
Em 1991, Paul Krugman, como um teorista do comércio internacional altamente respeitado, pediu para que os economistas prestassem mais atenção à geografia econômica em um livro intitulado Geography and Trade, focando no conceito central da ciência regional das economias de aglomeração. O pedido de Krugman renovou o interesse dos economistas na ciência regional e, talvez o mais importante, fundou o que alguns chamam de "nova geografia econômica", que goza de muito terreno comum com a ciência regional. Os "novos" geógrafos econômicos combinam um trabalho quantitativo com outras técnicas de pesquisa, por exemplo na London School of Economics. A unificação da Europa e a crescente internacionalização dos domínios econômico, social e político do mundo induziram ainda mais o interesse no estudo do fenômeno regional, em oposição ao nacional. A nova geografia econômica aparece ter obtido mais interesse na Europa que na América, onde suas peculiaridades, como o clima, servem melhor para prever padrões de localização e relocalização humana, como enfatizado na obra de Mark Partridge. Em 2008, Krugman ganhou o Prémio de Ciências Económicas em Memória de Alfred Nobel e o seu discurso tem referências tanto da obra na teoria da localização da ciência regional como da teoria do comércio da economia.

### Críticas
Atualmente há um número cada vez menor de cientistas regionais de programas de planejamento acadêmico e departamentos de geografia ortodoxa. Ataques contra os profissionais da ciência regional por críticos radicais começaram na década de 1970, principalmente de David Harvey, que acreditava que faltava um compromisso social e político. O fundador da ciência regional, Walter Isard, nunca imaginou que os cientistas regionais seriam ativistas políticos ou do planejamento. Na verdade, ele sugeriu que eles iriam buscar sentar em frente de um computador e cercado por assistentes de pesquisa. Trevor J. Barnes sugere que o declínio da prática da ciência regional entre os planejadores e geógrafos na América do Norte poderia ter sido evitado. Ele diz que "é irrefletido, e consequentemente imune à mudança, devido a um compromisso a uma visão de Deus. Eles são tão convencidos de sua justeza, de sua posição arquimediana, que eles permaneceram distantes e invariáveis, ao invés de serem sensíveis a seu contexto local em constante mudança."